# Anne Sexton

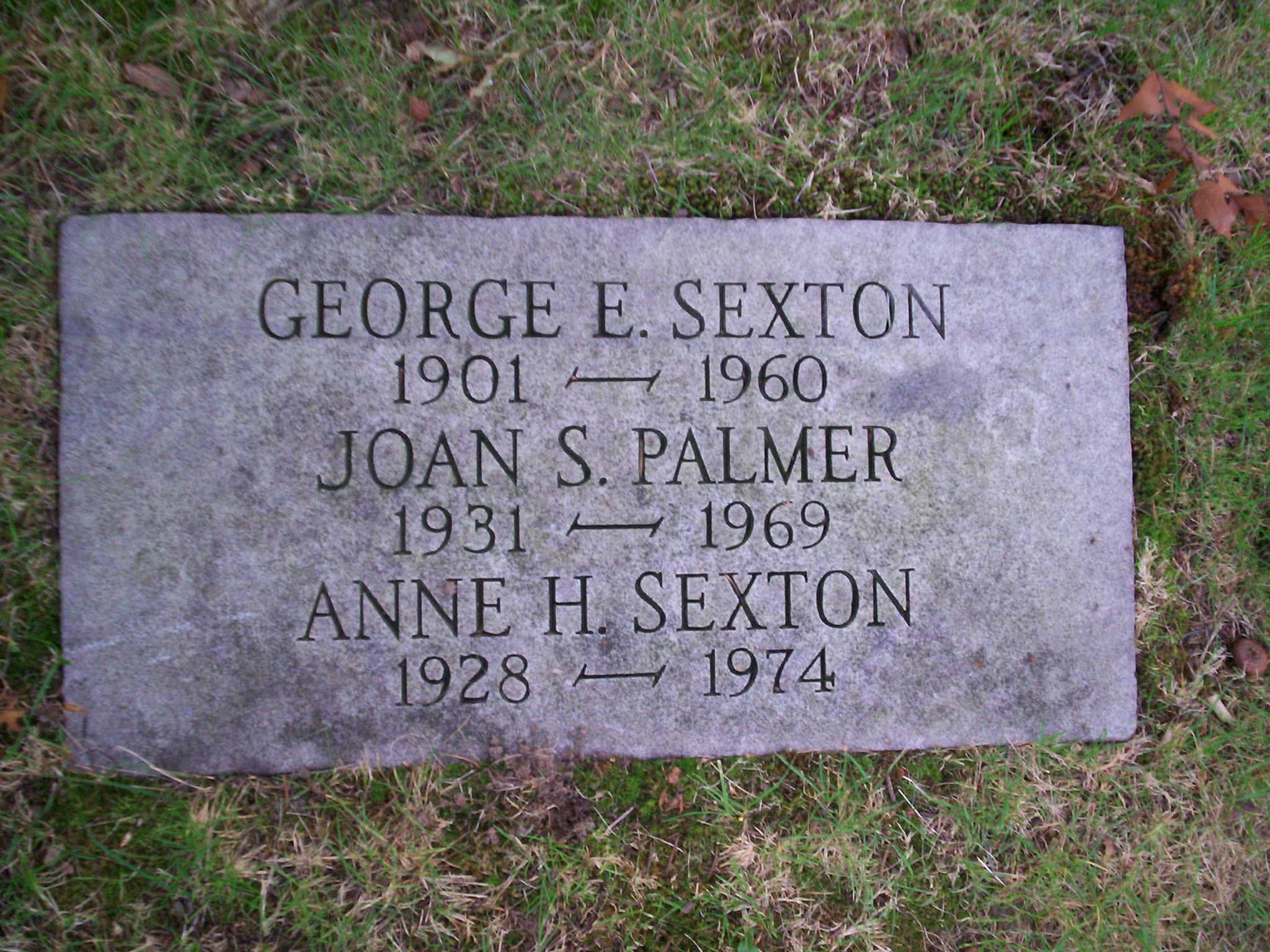
Grab von Anne Sexton auf dem Forest Hills Cemetery in Jamaica Plain, Massachusetts

Anne Sexton (* 9. November 1928 in Newton, Massachusetts als Anne Gray Harvey; † 4. Oktober 1974 in Weston, Massachusetts) war eine US-amerikanische Dichterin, die zu den Vertretern der „Confessional Poetry“ gezählt wird und die für ihre sehr persönlichen Verse bekannt ist. Für ihr Buch Live or Die gewann sie 1967 den Pulitzer-Preis für Lyrik. Ihre Gedichte beschreiben ihren langen Kampf gegen die bipolare Störung, Selbstmordtendenzen und intime Details aus ihrem Privatleben, einschließlich der Beziehungen zu ihrem Mann und ihren Kindern, die sie körperlich und sexuell missbraucht hat.

## Leben und Werk
Sexton wurde als Anne Gray Harvey in Newton, Massachusetts, als Tochter von Mary Gray (Staples) Harvey (1901–1959) und Ralph Churchill Harvey (1900–1959) geboren. Sie hatte zwei ältere Schwestern, Jane Elizabeth (Harvey) Jealous (1923–1983) und Blanche Dingley (Harvey) Taylor (1925–2011) und verbrachte den größten Teil ihrer Kindheit in Boston. 1945 schrieb sie sich am Internat Rogers Hall in Lowell, Massachusetts, ein und verbrachte später ein Jahr an der Garland School in Boston. In dieser Zeit entstanden erste Gedichte.
1948 heiratete Sexton Alfred Muller Sexton II., die Ehe hielt bis 1973. Sie arbeitete als Modell für die Hart Agency in Boston, als Modeverkäuferin und Buchhändlerin. 1953 wurde die erste Tochter Linda Gray geboren, zwei Jahre später die zweite Tochter Joyce Ladd.
1956 war Sexton zum ersten Mal in psychiatrischer Behandlung, am 8. November des Jahres unternahm sie den ersten Suizidversuch. Ihr behandelnder Arzt Martin T. Orne ermunterte sie, Lyrik zu schreiben; 1957 wurde ihr erstes Gedicht publiziert. Basierend auf ihrem Klinikaufenthalt schrieb sie ihren ersten Gedichtband To Bedlam and Part Way Back, der 1960 veröffentlicht wurde. Zwischenzeitlich besuchte Sexton ein Lyrikseminar von Robert Lowell, auf dem sie Sylvia Plath kennenlernte, eine weitere Vertreterin der Confessional Poetry. Eine Reihe von Förderpreisen ermöglichten ihr Reisen nach Europa und Afrika, zudem erhielt sie wiederholt Lehraufträge an amerikanischen Universitäten. 1962 war sie erneut in psychiatrischer Behandlung, gefolgt von einem neuerlichen Suizidversuch 1966. 1967 erhielt sie den Pulitzer-Preis für Live Or Die. 1969 erschien der Gedichtband Love Poems, 1971 veröffentlichte sie Transformations, eine moderne, gesellschaftskritische Adaption von Märchen der Brüder Grimm.

## Suizid, Nachlass und Missbrauchsvorwürfe
1973 ließ sich Sexton scheiden. 1974 erschien der letzte Gedichtband, dessen Veröffentlichung sie noch erlebte: The Death Notebooks. Am 4. Oktober 1974 aß Sexton noch mit Kumin zu Mittag, um die Fahnen für ihr Manuskript zu The Awful Rowing Toward God zu überarbeiten, dessen Veröffentlichung für März 1975 geplant war. Später an diesem Tag beging sie im Alter von 45 Jahren Suizid durch Kohlenstoffmonoxidvergiftung.
In einem Interview über ein Jahr vor ihrem Tod erklärte sie, sie habe die ersten Entwürfe von The Awful Rowing Toward God in 20 Tagen geschrieben, mit „zwei Tagen wegen Verzweiflung und drei Tagen in einer psychiatrischen Klinik“. Sie sagte weiters, dass sie die Veröffentlichung der Gedichte vor ihrem Tod nicht zulassen würde.
Die Beerdigung fand in der St. Paul’s Church in Dedham, Massachusetts, statt. Sie ist auf dem Forest Hills Cemetery & Crematory in Jamaica Plain, Boston, Massachusetts begraben. Die Gedichtbände The Awful Rowing Toward God und 45 Mercy Street erschienen postum.
Sextons literarischer Nachlass wird von ihrer Tochter Linda Gray Sexton verwaltet. Diese warf ihrer Mutter vor, sie sei von ihr sexuell missbraucht worden. 1994 veröffentlichte Linda Gray Sexton ihre Autobiografie Searching for Mercy Street: My Journey Back to My Mother, Anne Sexton, worin der Missbrauch wiedergegeben wird.

## Bibliografie
- To Bedlam and Part Way Back (1960)
- The Starry Night (1961)
- All My Pretty Ones (dt. All meine Lieben, 1962)
- Live or Die (dt. Lebe oder stirb, 1966)
- Love Poems (dt. Liebesgedichte, 1969)
- Mercy Street (Theaterstück, 1969)
- Transformations (dt. Verwandlungen, 1971)
- The Book of Folly (dt. Buch der Torheit, 1972)
- The Death Notebooks (1974)
- The Awful Rowing Toward God (dt. Das ehrfürchtige Rudern hin zu Gott, 1975)
- 45 Mercy Street (1976)
- Words for Dr. Y. (1978)

### Deutsche Übersetzungen
Werkausgabe in vier Bänden, hrsg. von Elisabeth Bronfen. Übers. Silvia Morawetz. S. Fischer, Frankfurt am Main 1995–1998.
- Bd. 1: Liebesgedichte. Verwandlungen. Zweisprachige Ausgabe. 1995.
- Bd. 2: All meine Lieben. Lebe oder stirb. Zweisprachige Ausgabe. 1996.
- Bd. 3: Selbstportrait in Briefen. 1997.
- Bd. 4: Buch der Torheit. Das ehrfürchtige Rudern hin zu Gott. Zweisprachige Ausgabe. 1998.

## Auszeichnungen (Auswahl)
- Helen Haire Levinson Prize von der Zeitschrift Poetry, USA 1962
- Fellow der Royal Society of Literature, London 1965
- Pulitzer-Preis für Dichtung für Live or Die 1967
- Shelley Memorial Award der Poetry Society of America 1967

## Nachwirkung
Peter Gabriel widmete Anne Sexton 1986 das Lied Mercy Street seines Albums So, dessen Text von ihrem Werk inspiriert ist.
1998 erschien das Hörbuch Verwandlungen, gelesen von Hannelore Elsner, 2000 Ich bin wie ein lebender Stein, ein von Corinna Harfouch gelesenes Hörbuch.
Helmut Oehring und Iris ter Schiphorst komponierten gemeinsam „LIVE (aus: Androgyn)“ – 18 Songs auf Texte von Anne Sexton für Stimme solo, Ensemble, Live-Elektronik (1997) sowie „Requiem“ für drei Countertenöre, 12 Instrumente und Live-Elektronik nach den 9 Psalmen: „O Ye Tongues“ aus „The Death Notebooks“ von Anne Sexton (1998).
Moritz Eggert komponierte den Liederzyklus wide unclasp (2002) nach Gedichten aus ihrem Gedichtband The Awful Rowing Toward God.
Catherine Kontz-Växby komponierte die Kurzoper A Certain Sense of Order (2017) für zwei Frauenstimmen und zwei Tasteninstrumentenspielern (Zungenorgeln, Klavier, Percussion), basierend auf dem Gedicht For John, Who Begs Me Not to Inquire Further.
Das Duo kolberg+stern (Sängerin und Performerin Anna Stern und Gitarrist und Komponist Michael Kolberg) komponierte und inszenierte das Performance-Konzert „Songs of Life and Death“ (Uraufführung 2012), das acht in Songs verwandelte Gedichte Anne Sextons sowie Ausschnitte aus ihren Tagebüchern und Briefen enthält.

## Sekundärliteratur
- Steven E. Colburn (Hrsg.): No Evil Star: Selected Essays, Interviews and Prose, The University of Michigan Press, 1985
- Linda Gray Sexton: Auf der Suche nach meiner Mutter, Anne Sexton, Fischer, Frankfurt/M. 1997
- Diane Wood Middlebrook: Zwischen Therapie und Tod. Das Leben der Dichterin Anne Sexton, Die Arche, Hamburg 1993. [Neuauflage unter dem Titel Zauber und Zeichen. Das Leben der Dichterin Anne Sexton, München 1995.]
- Claudia Reinhardt (Hrsg.): Killing Me Softly – Todesarten, Aviva, Berlin 2004
- Robert (Bobby) Züger: The poetry of Anne Sexton, Zürich 1981